# Vitaa
Шарлотта Гонен відома як Vitaa, (фр. Charlotte Gonin, нар.14 березня 1983 Мюлуз, Верхній Рейн, Франція) — французька співачка. Вона прославилась у 2006 році завдяки співпраці з Diam's, а точніше — їх спільній пісні Nocturnes Confessions. Vitaa стала першою артисткою лейблу Motown France і випустила 5 студійних альбомів: À Fleur de toi (2007), Celle que je vois (2009), Ici et maintenant (2013), La même (2015), J4M (2017); має багато успішних співпраць з іншими артистами, включаючи Gims, Jul , Клаудіо Капео, Stromae і Slimane.
У період з 2018 по 2019 рік Vitaa була одним із тренерів The Voice Belgique та The Voice Kids Belgique, серед яких був Slimane, з яким вона випустила концептуально-дуетний альбом VersuS (2019). За пісню з останнього виконавці у 2020 році отримали премію Victoires de la Musique в категорії «Найкраща оригінальна пісня» (фр. Meilleure chanson originale).

## Життєпис

### Ранні роки
Vitaa виросла у регіоні Божоле в селі Люсне, потім на заході Ліона, у Шевінеї. Стосунки з матір'ю погіршуються в ранньому підлітковому віці, через що, натхненна французьким вар'єте Жака Бреля і Франсиса Кабреля, та душевністю Марвіна Гея, вона покинула дім у сімнадцять. Отримала бакалаврат по міжнародній торгівлі. Керована бажанням писати, вона працювала над своїми піснями після занять. Кілька років вона працювала в магазині одягу в Ліоні. Потім вона переїхала до Парижу.

### Початок кар'єри
Шарлотта почала співати в 11 років. У п'ятнадцять, вона дає свої перші концерти на малих сценах. Згодом, вона познайомилась з Акосом (Akos), який стане її офіційним композитором. Він став першим, хто записав її у справжній професійній студії.
У 2001 році Dadoo запропонував Шарлотті виконати разом пісню «Pas à pas». Обираючи собі превдонім, вона надихається середнім ім'ям матері та прізвищем прабабусі — Vitaa, що італійською означає «життя».
«Pas à pas» присутня у збірці Double Face 4 Dj Kost і транслювалася по радіо, що допомогло зробити Шарлотту відомою під іменем Vitaa. Бен з Deadline Music став її менеджером. Протягом наступних років Vitaa працює на незвичних роботах, аби сплатити оренду і марно намагається підписати контракт із компанією звукозапису. Згодом, через того ж Dj Kost, Vitaa знайомиться з Diam's.
Вона записує другий дует з Dadoo на пісню Sur Ta Route, який спродюсовує Akos, і починає співпрацювати з новими артистами, записуючи такі пісні : Mytho з Mafia K'1 Fry, Bol d'Air з Rohff та Жасмін Лопес.
У 2003 році Vitaa записує дует з Diam's feat. Pit Baccardi & Diam's на пісню Oublie та випускає першу сольну пісню «Ma sœur», що увійшла до збірника Les Sessions Rnb: Premiere Classe Rnb. А у 2006 виходить спільна пісня Confessions nocturnes з Diam's, що робить Vitaa відомою, і ще кілька дуетних пісень: Peur d'Aimer з Nessbeal, і Ne Dis Jamais з Sinik.

### À Fleur de ToiіCelle que je vois(2007—2010)
Ставши першою виконавицею лейблу Motown France, Vitaa випускає дебютний альбом À fleur de toi 5 лютого 2007 року. Його темою став досить темний автобіографічний виклад людських стосунків із невірними чоловіками і підступними друзями. Альбом займає першу позицію по продажам дисків у Франції, продавши 60 385 примірників за перший тиждень. Також, альбом очолив хіт-парад Франції та зайняв топові позиції в Бельгії та Швейцарії. Це був найпопулярніший альбом у жіночому виконанні за той рік. За два роки було продано понад 400 000 примірників, завдяки чому альбом став платиновим у Франції та золотим у Бельгії.
У супровід альбому вийшло 4 сингли: À fleur de toi, Ma sœur (в новій версії), Toi та Pourquoi les hommes ?
У лютому 2008 року Vitaa випустила перший DVD під назвою " Mon univers: Un an avec Vitaa ", який простежує успіх альбому À fleur de toi : 50 хвилин репотражної зйомки від запису в студії, зйомки фотосесій, кліпів, та повсякденного життя, до концерту в La Cigale.
Другий альбом під назвою Celle que je voir вийшов 28 грудня 2009, включаючи танцювальну пісню Une fille pas comme les autres, що вийшла в серпні того ж року. Vitaa частково працювала зі Skalpovich над музикою та режисурою.  
У піснях цього альбому Vitaa звертається до публіки («Quand la lumière s’éteint»), питає Бога про його проходження («Maintenant») і віддає належне своїй бабусі, що стала жертвою хвороби Альцгеймера ("La Grande reine "), самостверджується у «Faut pas me chercher», та показує власну крихкість у «Celle que je vois». Diam's з'являється у пісні " Voir le monde d'en haut ". Однак, цей альбом продається накладом лише в тридцять тисяч примірників.
У 2010 році співачка виступала на розігріві на трьох концертах Ріанни під час французької частини Last Girl on Earth Tour.

### Ici et maintenantіLa Même(2013—2015)

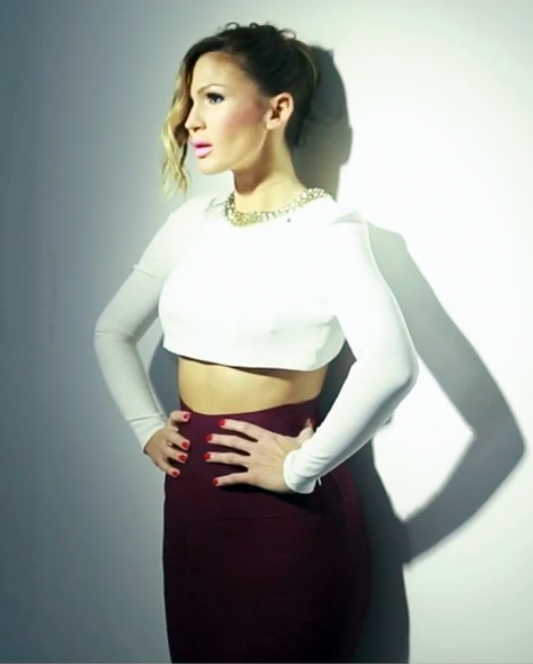
Vitaa у 2014 році

Під час Planète Rap, присвяченій альбомуTôt ou Tard репера Dry (тиждень з 13 лютого 2012 року), до якого увійшла після «Le Temps Qui Passe» за участі Vitaa, вона сказала, що готує третій альбом і що вже написала десять пісень. Під час своєї Twitcam 12 вересня 2012 року вона підтвердила вихід нового альбому за 2013 рік.
18 листопада 2013 року світ побачив третій студійний альбом «Ici et maintenant», в який увійшли колаборації з такими виконавцями: Blastar, Maître Gims, Renaud Rebillaud, Goodwill, MGI, Asaiah Wala, Fred Savio, Medeline, Street Fabulous чи K-Reen, а також Амель Бент у пісні Avant toi.
Vitaa оприлюднила перший сингл зі цього альбому під назвою Game Over за участю Maître Gims. Кліп вийшов 4 жовтня 2013 року, який отримав 110 мільйонів переглядів. Ця пісня займає перше місце за продажами, посівши перші місця у чартах Франції та Валлонії.
У 2014 році вона спільно виконала французьку версію пісні Feel Good Робіна Тіка.
Вона повідомила, що Ici et Maintenant буде перевиданий, і це перевидання міститиме нову колаборацію з Maitre Gims, однак у 2014 році Vitaa залишила лейбл Def Jam на користь нового лейблу Maître Gims Monstre Marin Corporation. Від проекту перевидання відмовились на користь нового альбому.
6 листопада 2015 року Vitaa випустила свій четвертий альбом La Même, що супроводжувався синглами Vivre, No Limit і T'es Où, і в ньому прослідковується зміна жанру на поп.

### J4MіVersuS(2017-)
Відзначаючи свою 10-річну кар'єру, 5 травня 2017 року Vitaa випускає п'ятий альбом J4M, що особливо значимий співпрацею з бельгійським автором-виконавцем Stromae. З цього альбому виходить кілька синглів: дует з Jul Ça les dérange, що став успішим на стрімінгових сервісах і став платиновим (
), за ним — Bienvenue à Paris, Dans ma tête. Пізніше виходить кліп Peine et pitié, режисером якого став Stromae. Це третя пісня співачки, що увійшла до Ultratop 50 (посівши 19 позицію). Також, вийшли сингли Comme d'hab (
) і останній дуетний Un peu de rêve з Клаудіо Капео (
).
У 2018 році RTBF обрало Vitaa тренером сьомого та восьмого сезону The Voice Belgique. Вона також випустила нову пісню Oui, ça va разом з репером Franglish.
15 вересня 2018 року випускає дуетний сингл «Je te le donne» зі Slimane, одним із переможців французької версії «The Voice: La Plus Belle Voix», а 30 жовтня вони оприлюднюють кліп. Перевидання J4M з назвою Just Me, My Self & Moi-même виходить на початку жовтня і містить 5 нових пісень, включаючи ще одну співпрацю, в дуеті з Dadju, під назвою Désaccord.
Перевидання альбому мало успіх, отримавши платиновий статус у Франції, а Vitaa була тричі номінована на NRJ Music Awards 2018 — двічі у категорії «Французька група / дует року» (фр. Groupe / Duo francophone de l'année) та «Франкомовна артистка року» (фр. Artiste féminine francophone de l'année).
У 2019 вона була членом журі під час національного відбору на Євробачення Destination Eurovision.
Після успіху пісні Je te le donne, що отримала платину за 5 місяціф, Vitaa випускає альбом у дуеті зі Slimane під назвою VersuS. Цей концептуальний альбом вважається одним з найбільш очікуваних випусків року та отримав позитивні віднути критиків. Альбом містить 19 пісень, написаних Vitaa та Slimane разом, включаючи спільні роботи з такими артистами, як Амель Бент, Кенджі Жірак, Gims, Камелія Жордана, і пісню-триб'ют присвячену справі Майліс. Протягом першого тижня маркетингу альбом посів перше місце за продажами у Франції. Альбом VersuS досяг успіху, ставши за місяць платиновим, а через 4 місяці здобув потрійну платину.
Для його просування оголошено гастролі VersuS Tour, що мали початись у березні 2020, але їх були відкладено у зв'язку з пандемією коронавірусної хвороби у Франції.
Vitaa і Slimane були тренерами першого сезону «The Voice Kids» у Бельгії, що транслювався на початку 2020 року телеканалом La Une.
У 2020 році вона озвучила принцесу Поппі у мультфільмі «Тролі 2» замінивши Луан.

## Особисте життя

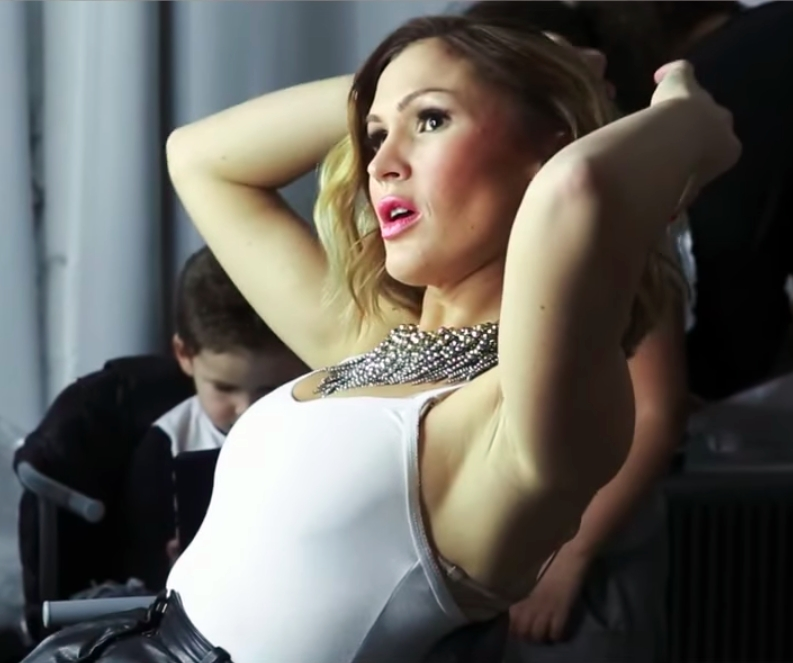
Шарлотта з сином Ліамом на зйомках.

Шарлотта познайомилася з Ішамом Бендауд (фр. Hicham Bendaoud) у 2008 році і через два роки вони одружились. 24 липня 2011 вона народила свою першу дитину, хлопчика на ім'я Ліам (для якого вона написала пісню L.I.H.A.M.). 27 жовтня 2014 народила другого сина, якого назвали Адам.

## Відеографія

### Музичні кліпи
- 2006 : Ne dis jamais (за участі Sinik)
- 2006 : Confessions nocturnes (за участі Diam's)
- 2006 : À fleur de toi
- 2007 : Ma sœur
- 2007 : Toi
- 2007 : Pourquoi les hommes ?
- 2008 : Tu peux choisir (за участі Gage)
- 2009 : Une fille pas comme les autres
- 2010 : Pour que tu restes
- 2010 : Un respect mutuel (за участі Collectif Kilomaitre)
- 2013 : Game Over (за участі Gims)
- 2013 : Avant toi (за участі Амель Бент)
- 2015 : Vivre
- 2015 : No Limit
- 2015 : T'es où ?
- 2016 : Ça les dérange (за участі Jul)
- 2016 : Mégalo (за участі Lartiste)
- 2016 : Bienvenue à Paris
- 2016 : Dans ma tête
- 2016 : Tu me laisseras
- 2017 : Peine et pitié
- 2017 : Comme dab
- 2017 : Bella ciao (за участі Gims & Dadju & Slimane & Naestro)
- 2017 : Un peu de rêve (за участі Клаудіо Капео)
- 2018 : Désaccord (за участі Dadju)
- 2018 : Je te le donne (за участі Slimane)
- 2019 : VersuS (за участі Slimane)
- 2019 : Ça va ça vient (за участі Slimane)
- 2019 : Avant toi (за участі Slimane)

### Дубляж
- 2020 рік : Тролі 2: Світове турне : принцеса Поппі

### DVD
- 2008 : Mon Univers — Un an avec Vitaa